# 交还上海公共租界
交还上海公共租界是上海历史上的一个重要事件，发生在1940年代。

## 背景
上海公共租界是近代中国租界史上开辟最早、存在时间最长、面积最大、管理机构最庞大、发展最为充分、经济也最为繁荣的一个租界，也是近代中国仅有的2个公共租界之一（另一个是鼓浪屿公共租界）、以及上海的两个租界之一（另一个是上海法租界）。经过多年开发，上海公共租界所在区域成为上海近代城市工商业最为繁盛的精华地区。到1899年，上海公共租界经过一次大扩展以后，其范围被最后确定下来，面积达到22平方公里，呈现东西狭长的形态，东到杨树浦底，西到静安寺-小沙渡（西康路北端）一线。此后的20多年中，租界工部局又不断进行越界筑路，试图为进行进一步的扩张做好准备。
在1920年代中国民族主义运动高潮期间，中国长江流域及其以南地区的外国势力，特别是大英帝国势力，均受到冲击。1925年5月30日下午3时50分，在上海公共租界中区最繁华的南京路上，老闸捕房的英属印度锡克人巡捕向包围巡捕房、要求释放被捕学生的上万名群众开枪，造成13人死亡的五卅惨案，引发了全上海规模更大的抗议活动，要求中国政府收回租界。
在此形势下，上海公共租界工部局作出重大让步：
1. 停止当时正在大规模进行的越界筑路，并在1929年作出“以后决不再有越界筑路事情”的承诺[1]；
2. 废除会审公廨（1926年）；
3. 华人入董工部局。

1927年1月初，苏联顾问鲍罗廷在汉口发表反英演讲，愤怒的中国群众冲击了汉口英租界和九江英租界，随后立场强硬的国民政府外交部长陈友仁通过外交谈判，正式收回了这2处英租界。
1940年，由于第二次世界大战欧洲战场战事爆发，驻沪英军撤退。
1941年12月8日，太平洋战争爆发，日军进驻上海公共租界的中区、西区。 
1943年8月，汪精卫政权经过对日交涉，收回所有租界，历时近百年的上海公共租界宣告结束。

## 交还以后
上海公共租界被收回以后，仍是上海最繁盛的中心区。统一行政后的上海市政府就设在原来的上海公共租界工部局。1949年后上海市人民政府继续使用此楼办公。1955年，上海市人民政府进驻外滩12号原上海汇丰银行大楼。现在则位于由当年的上海跑马厅改建而成的人民广场上。自交还公共租界以后，上海市的行政中心始终未曾离开原公共租界的范围。
为纪念此事，汪精卫政权设每年8月1日为中华民国复兴节。